# یواس‌اس مسی (دی‌دی-۷۷۸)
یواس‌اس مسی (دی‌دی-۷۷۸) (به انگلیسی: USS Massey (DD-778)) یک کشتی بود که طول آن ۱۱۴٫۸ متر (۳۷۷ فوت) بود. این کشتی در سال ۱۹۴۴ ساخته شد.